# سدیم یدات
سدیم یدات (به انگلیسی: Sodium iodate) با فرمول شیمیایی NaIO۳ یک ترکیب شیمیایی با شناسه پاب‌کم ۲۴۳۴۴ است. که جرم مولی آن ۱۹۷٫۸۹۲۴ g/mol می‌باشد. شکل ظاهری این ترکیب، بلورهای دستگاه بلوری راست‌لوزی سفید است.